# 延藤安弘
延藤 安弘（えんどう やすひろ、1940年12月1日 - 2018年2月8日）は、日本の建築家、都市研究者、都市計画家、教育者、地域プランナー、地域活動家。専攻は生活空間計画学。工学博士。
まち育ての研究と実践、人材育成のほかに各地で「幻燈会」を開いて啓蒙に努める自称「まち育ての語り部」。大阪府大阪市生まれ。

## 経歴
- 1959年 大阪府立三国丘高等学校卒業
- 1964年 北海道大学工学部建築学科を卒業し、京都大学大学院工学研究科に進学、西山夘三に師事。京都大学大学院博士課程中退
- 1967年 京都大学工学部助手
- 1976年 工学博士
- 1985年から、熊本大学工学部に赴任し、その後名城大学、千葉大学工学部都市環境システム学科教授を歴任
- 1981年から、京都府宇治市あじろぎ横丁、京都市ユーコートなどで企画と実践。
- 1983年 「絵本にみる住宅と都市のつながりに関する研究・啓蒙」で都市計画学会石川奨励賞
- 1990年 日本建築学会賞論文賞
- 1995年 「もやい住宅Mポート熊本」が、日本建築学会作品選奨に
- 1997年から、世田谷まちづくりセンターおよび同ファンドの設立に関わる
- 2000年 わろうべの里（四街道市）ほか、一宮市や岡崎市等のプロジェクト
- 2003年から、特定非営利活動法人「まちの縁側育くみ隊」代表理事
- 2005年 愛知産業大学大学院造形研究科教授（2012年に定年退官）
- 2008年 名古屋錦二丁目「まちの会所」世話人代表
- 2008年 国立台湾大学客員教授
- 2010年 日本建築学会賞教育賞
- 2011年 国立台湾大学客員教授
- 2018年2月8日 膵臓癌のため死去[2]。

その他、まちの縁側GOGO、神戸市真野地区まち育て、武蔵野市公団緑町団地共同建替、高知赤岡町まち育て等、各地で数多くの地域づくり、まちづくり実践に努める。

## 著書
- 計画的小集団開発 学芸出版社 1979
- こんな家に住みたいナ-絵本による住宅と都市 晶文社 1983
- 集まって住むことは楽しいナ 鹿島出版会 1987
- まちづくり読本-こんな町に住みたいナ 晶文社 1990
- これからの集合住宅づくり 晶文社 1995
- わが町発見-絵地図づくりからまちづくりへ 晶文社
- まちは子どものワンダーランド 風土社 1998
- 「まち育て」を育む-対話と協働のデザイン 東京大学出版会 2001年、日本都市計画学会石川賞受賞
- 何をめざして生きるんや-人が変わればまちが変わる プレジデント社
- 対話による建築・まち育て 学芸出版会 2003（共著）
- 人と緑をはぐくむまち育て-まちづくりをアートする 萌文社 2005
- 私たちの「いい川・いい川づくり」最前線 学芸出版会 2004（共著）
- 私からはじまるまち育て-〈つながり〉のデザイン10の極意 風媒社 2006
- おもろい町人（まちんちゅ）-住まう遊ぶつながる変わる、まち育て 太郎次郎社エディタス 2006
- こんなまちに住みたいナ-絵本が育む暮らし・まちづくりの発想 晶文社 2015